# Batesbeltia verecunda
Batesbeltia verecunda là một loài bọ cánh cứng trong họ Cerambycidae.